# Soulaiman El Amrani
Soulaiman El Amrani (en arabe : سليمان العمراني), né le 1er janvier 1997, est un footballeur marocain évoluant au poste de défenseur à l'Olympique de Safi.

## Biographie

### En club
Soulaiman El Amrani naît au Maroc et est formé à l'Académie Mohammed VI en compagnie de son petit frère Omar El Amrani (également footballeur professionnel). Soulaiman poursuit sa formation en 2015 au Malaga CF. Le 1er juin 2016, il signe son premier contrat professionnel à l'Ittihad Zemmouri de Khémisset en D2 marocaine. Le 12 février 2017, il dispute son premier match professionnel en étant titularisé face à l'Olympique Dcheira (match nul, 0-0). 
Le 1er août 2019, il s'engage pour trois saisons au DH El Jadida. Le 22 septembre 2019, il dispute son premier match avec le club face à l'Ittihad de Tanger (match nul, 0-0).
Le 31 janvier 2022, il rejoint l'Olympique de Safi et dispute son premier match avec l'équipe le 25 février 2022 face au FUS de Rabat (victoire, 2-1). 